# Der Gardeoffizier
Der Gardeoffizier, in Deutschland Der Leibgardist, ist eine österreichische Stummfilmsatire aus dem Jahre 1925 von Robert Wiene. Die Hauptrollen spielen Alfred Abel und Maria Corda. Die Geschichte basiert auf einem Stück von Franz Molnar.

## Handlung
Einen ebenso von sich überzeugten wie namenlosen Schauspieler packen Zweifel an der ehelichen Treue seiner Frau, die ebenfalls Schauspielerin ist. Beide sind die Lieblinge der hiesigen Theaterwelt. Um seine Gattin zu testen, schlüpft der Mann in die Verkleidung eines Gardeoffiziers bzw. Leibgardisten und versucht in dieser Rolle, sie auf ehebrecherische Abwege zu bringen. Die Frau erkennt natürlich sofort die kläglichen Versuche ihres Gatten, der in eigener Sache ein ganz schrecklicher Schauspieler ist. Und so geht sie auf seine Avancen ein und spielt mit ihm das alte Geschlechterspiel mit den Waffen der Frau. Dass er sich bei seiner eigenen Gattin mit seiner Aktion zum Trottel macht, merkt der Schauspieler nicht. Je mehr er sich in den Part eines mutmaßlich betrogenen Othellos hineinsteigert, desto mehr nimmt die Schauspielerin die Rolle der Desdemona an und je mehr sich ihr Mann der Lächerlichkeit preisgibt, umso mehr hat seine Gattin Vergnügen an dieser ironischen Ehefarce. 
In einem Kritiker, dem allseits neutralen Hausfreund des sich hochschaukelndes Schauspielerpaares, gibt es einen köstlichen Beobachter dieser kleinen Geschlechterschlacht, der sich mit diabolischer Freude an beider Duell ergötzt und als Kommentator offen lässt, ob an des Schauspielers Betrugsvermutung gegenüber seiner Frau nicht doch etwas dran ist. Am Ende ist vor allem der Schauspielergatte zum großen Verlierer mit seinem Experiment geworden. Denn mit der Figur des Leibgardisten hatte der Ehemann ein künstliches Dreiecksverhältnis geschaffen, bei dem seine Frau nur gewinnen kann: Erlangt er als Liebhaber die Gunst der Schauspielerin, seiner Gattin, hat er als Ehemann verloren. Lehnt ihn seine Frau ab, ist er als Schauspieler gescheitert.

## Produktionsnotizen
Der Gardeoffizier entstand in Wien und wurde am 24. Oktober 1925 in Berlin uraufgeführt. Die österreichische Premiere war am 15. Jänner 1926. Die Länge des Sechsakters betrug 2520 Meter.
Die Kostüme entwarf Ernö Metzner.
Mit den Drehbüchern zu Wienes beiden Inszenierungen Der Gardeoffizier und Der Rosenkavalier beendete Louis Nerz 1925 seine filmischen Tätigkeiten.

## Kritiken
In Die Unzufriedene heißt es: „Als ein feines, ruhiges, geschmackvolles Lustspiel ist der Film „Der Gardeoffizier“ sehr zu empfehlen. Der ausgezeichnet inszenierte und in den männlichen Rollen sehr gut dargestellte Film ist, was man so selten findet, ein wirklich künstlerisch wertvoller, guter Unterhaltungsfilm.“
Das Tagblatt schreibt: „Der Gardeoffizier ist ein Meisterwerk. Darüber wird wohl bei niemandem, der ihn sieht, Zweifel herrschen. Was sich hinter der Handlung an Satire birgt, mag sich jedes eifersüchtige Männlein hinter die Ohren schreiben.“